# تپه ورقلا
تپه ورقلا مربوط به پیش‌از تاریخ تا دوران‌های تاریخی پس از اسلام است و در شهرستان دورود، بخش مرکزی، روستای کا محمد رضا واقع شده و این اثر در تاریخ ۲۴ اسفند ۱۳۸۳ با شمارهٔ ثبت ۱۱۷۰۷ به‌عنوان یکی از آثار ملی ایران به ثبت رسیده است.